# Kasang Lopak Alai
Kasang Lopak Alai is een bestuurslaag in het regentschap Muaro Jambi van de provincie Jambi, Indonesië. Kasang Lopak Alai telt 1721 inwoners (volkstelling 2010).